# Sekar Mawar
Sekar Mawar is een bestuurslaag in het regentschap Indragiri Hulu van de provincie Riau, Indonesië. Sekar Mawar telt 3787 inwoners (volkstelling 2010).